# Rio Vista (Kalifornija)
Rio Vista je grad u američkoj saveznoj državi Kalifornija. Prema popisu stanovništva iz 2010. u njemu je živjelo 7.360 stanovnika.